# Tramvaiul din Nürnberg
Rețeaua de tramvai din Nürnberg (în germană Straßenbahnnetz Nürnberg) este o rețea de tramvai care face parte din sistemul de transport public al Nürnberg-ului, un oraș din landul federal Bavaria (Germania).
Rețeaua este operată de compania VAG Verkehrs-Aktiengesellschaft Nürnberg (VAG), care este membru al VGN (Verkehrsverbund Großraum Nürnberg sau Rețeaua de Transport Metropolitan Nürnberg).
În anul 2024 rețeaua era formată din șapte linii, care rulează pe un traseu operațional total cu lungimea de 38,4 km. Tramvaiele transportau 39,152 milioane de pasageri anual.

## Istoric
Prima linie de tramvai cu cai a fost inaugurată la Nürnberg pe 25 august 1881.
Sistemul a fost electrificat, iar primul tramvai electric a circulat în oraș pe 7 mai 1896. Întregul sistem a fost electrificat pe 20 iulie 1898. Până în anii 1990 ecartamentul liniilor era de 1432 mm.

## Linii
Rețeaua de tramvai din Nürnberg a operat șase linii până în 2011, când două linii de tramvai au fost unite.
Rețeaua de tramvai are lungimea de 96 km, cu un traseu total de 37 km, din care 33 km 33 kilometri (21 mi) este traseul operațional. 41% din traseul operațional de tramvai este format din linii de tramvai separate de alte căi de comunicații, iar restul de 59% reprezintă linii de tramvai care se află pe străzile orașului.
Rețeaua de tramvai din Nürnberg este alcătuită din următoarele șapte linii:
| Linie | Traseu | Stații |
| ----- | --- | ------ |
| 4     | Gibitzenhof – Landgrabenstraße – Hallertor – Friedrich-Ebert-Platz – Am Wegfeld                               | 19     |
| 5     | Tiergarten – Mögeldorf – Marientunnel – Hauptbahnhof – Aufseßplatz – Frankenstraße – Worzeldorfer Straße      | 26     |
| 6     | Doku-Zentrum – Dutzendteich – Schweiggerstraße – Christuskirche – Landgrabenstraße – Hallertor – Westfriedhof | 22     |
| 7     | Tristanstraße – Wodanstraße – Schweiggerstraße – Marientunnel – Hauptbahnhof                                  | 6      |
| 8     | Doku Zentrum – Wodanstraße – Schweiggerstraße – Widhalmstraße – Hauptbahnhof – Rathenauplatz – Erlenstegen    | 21     |
| 10    | Dutzendteich – Schweiggerstraße – Landgrabenstraße – Hallertor – Friedrich-Ebert-Platz – Am Wegfeld           | 26     |
| 11    | Gibitzenhof – Christuskirche – Hauptbahnhof – Marientunnel – Mögeldorf – Tiergarten                           | 20     |

## Planuri de extindere
În urma unui vot ce a avut loc în anul 2016 la Erlangen, traseul de tramvai urmează a fi extins de la Wegfeld către Erlangen și de acolo către Herzogenaurach, urmând să aibă o formă ce seamănă aproximativ cu litera L. Orașul Herzogenaurach a avut anterior o conexiune cu magistrala feroviară, dar aceasta a fost închisă în anii 1980, transformându-l într-unul dintre cele mai mari orașe din sudul Germaniei fără conexiune feroviară.